# Agrius pseudoconvolvuli
Agrius pseudoconvolvuli är en fjärilsart som beskrevs av Ludwig Wilhelm Schaufuss 1870. Agrius pseudoconvolvuli ingår i släktet Agrius och familjen svärmare. Inga underarter finns listade i Catalogue of Life.